# Gryts kyrka, Södermanland
Gryts kyrka är en kyrka i Gryts socken mellan Södertälje och Katrineholm i Gnesta kommun. Kyrkan tillhör Daga församling i domprosteriet i Strängnäs stift.
De äldsta delarna är från 1100-talet och omkring 1300 byggdes långhuset ut och sakristian tillkom. De vackra romanska valven är från 1400-talet. Först 1778 stod kyrkan klar i nuvarande yttre form genom en betydande utvidgning i söder,kallad "nykyrkan". Samtidigt revs kyrkans äldre vapenhus som uppförts på 1400-talet. Nuvarande tornhuv uppfördes 1769. Vid en restaurering på 1890-talet efter ritningar av Erik Josephson ersattes de tidigare slutna bänkarna av öppna bänkar med svängda gavlar. Genom en restaurering 1937–1938 under ledning av Martin Westerberg fick kyrkan sin nuvarande inredning.
En runsten (Sö 11) rest vid nykyrkans västvägg har inskriften "Fröbjörn och Gudrun, reste stenen här till minnesmärke efter sin raske son Rodmund, Rodgers broder. Gud hjälpe hans ande. Öpir högg runorna…". Runstenen låg i gamla vapenhusets ingång och senare som tröskelsten i nuvarande södra portalen.
På väggen i den nedre delen av kyrkan hänger fyra långa processionsstavar i trä från den katolska tiden. Ursprungligen bar de upp små änglabilder. 1938 togs korets överkalkade valvmålningar fram från senare delen av 1500-talet. 
1957-1970 renoverades kyrkan och orgelläktaren i kyrkans nedre del togs bort. Detta gav ny rymd åt kyrkorummet. Det senaste tillskottet i Gryts kyrkas historia är de medeltida noter, som Ingrid Rydefalk fann under läktartrappan i nykyrkan.

## Kyrkogård
Kyrkogårdsmuren består av gråstenmurar, och utvidgades åt norr 1848. Ytterligare ett område norr därom ordnades 1920 efter ritningar av arkitekten Knut Nordenskjöld. Ingångarna falnkeras av originellt formade murade och vitputsade grindpelare. I nordöstra hörnet av kyrkogården finns en materialbod som tidigare användes som likbod. Ett begravningskapell på nya kyrkogården uppfördes efter ritningar av Bengt Liljeblad 1934.

## Fast inredning
Altarbordet, altarringen och den öppna bänkinredningen i kyrkan härrör från den restaurering av kyrkan som genomfördes 1937–1938 under ledning av Martin Westerberg. Predikstolen utfördes 1733-1734 av bildhuggaren Gabriel Bentin, vid arbetet tillvaratogs delar av gamla predikstolen, men alla sniderier var nya. Timglaset på predikstolen är möjligen identiskt med det som inköptes till kyrkan 1704. Läktaren i södra korsarmen byggdes 1779, läktaren i långhusets västra del uppfördes 1806, men ersatte då en äldre läktare som funnits där åtminstone sedan slutet av 1600-talet.

## Inventarier
Någon äldre dopfunt finns inte bevarad. En dopskål i tenn tillverkad 1828 i Nyköping finns dock, och i sockenmuseet finns ett enkelt träbord från 1700-talet på vilket dopskålen tidigare ställdes vid dopförrättningar. 1939 införskaffades dock en dopfunt av trä. 
I kyrkan finns ett porträtt av Gustav II Adolf. Enligt inskrift är den "PINXIT IN GRYT - ÖCKNA - 1635 GKB". Konstnären är uppenbarligen den tidigare omtalade översten Georg Krail von Bennenberg. Det går liksom flera andra liknande tillbaka på ett numera förlorat original, målat 1628 eller 1629 av Jakob von Doort. I kyrkan finns även en målning av Tomyris som låter doppa Cyrus avhuggna huvud i blod. Målningen är en kopia efter en målning av Peter Paul Rubens men man har använt ett kopparstick av målningen som förlaga. Vidar finns en tavla av kung David med sina sångare sjungande en av sina psalmer till ackompanjemang på harpa. Tavlan är enkelt utförd och härrör från 1600-talet. En annan enkel tavla med Nattvarden som motiv härrör från 1700-talet. Den var troligen altarprydnad innan nuvarande korset 1800 skänktes till kyrkan. Bakom altaret finns ett målat glasfönster med motiv av ett ringkors i gult, omgivet av vinrankor och nedtill blåklint samt inskriften: "Gud är kärleken". Glasmålningen har gjorts av Stockholms glasmåleri Neumann & Vogel.
Det förgyllda träkorset på en marmorerad plint som är altarprydnad skänktes till kyrkan av C. Sternfeldt och hans hustru Hedvig Kurck på Nässelsta. Kyrkan hade i början av 1900-talet flera medeltida skulpturer som nu finns på museum. Två skadade träfigurer från omkring 1500 som troligen tillhört ett altarskpå, två mariabilder, den ena från senare hälften av 1200-talet och den andra från omkring 1500.

## Kyrksilver
I samband med ett inbrott 22 augusti 1818 stals allt kyrksilver: en förgylld kalk med patén, två oblatsaskar och två vinkannor, den ena tillverkad 1729. En kalk med tillhörande patén och en oval oblatask tillverkades 1821 av Gustaf Folcker den äldre i Stockholm. En oblatask i mässing med pressade vegetativa ornament från omkring 1700 finns även och kvarlämnades troligen av tjuvarna.

## Ljusredskap
Kyrkan har sex ljuskronor. Den i koret med sex armar skänktes 1776 av prosten P. Hedberg och hans hustru 1776, den i andra valvet från öster med 16 ljusarmar skänktes 1912 och den tredje i valvet från öster skänktes 1777 av landshövdingen Sven Liljencrantz och hans hustru Agnes Maria Transchöld. En krona i nykyrkan med 14 ljusarmar, klot nedtill och dubbelörn upptill härrör från mitten av 1600-talet. Två små kronor under och ovanför nykyrkans läktar härrör från 1700-talet. I övrigt finns få intressanta ljusredskap. Några ljusplåtar i pressad mässing från 1700-talet, ett par ljusstakar av tenn i empirestil och ett par ljusstakar i nysilver skänkta till kyrkan 1840.

## Textilier
En mässhake i blå sidendamast med invävt möster i guld och vitt, kantad med mönstrade guldband hör till en av kyrkans främsta textilier. På framsidan är applicerad en vertikal bård av vit sidenatlas med broderade rankor i guldtråd och på ryggen ett kors i samma material. Mässhaken som härrör från början av 1700-talet förvaras numera i Statens historiska museum. I kyrkan förvaras en vanlig 1800-talsmässhake i svart sammet med silvergaloner samt en kollekthåv i samma material. I kyrkan finns även en håv från 1600-talet av svart sammet med bladornament broderade i silvertråd samt en kollekthåv från 1700-talet av grönt fasonerat siden med guldspetsar. En klocka i silver som ursprungligen hört till en håv har inskriften: "ANDREAS : ROTKIRCH : ANNO : 1665". Andreas Rotkirch var major och ägare till Nässelsta. I äldre tid hade kyrkan en brudpäll, som 1773 omfärgades i Mariefred och gjordes till altartäcke. Fyra trästänger med utsnidade hjärtan som burit upp brudpällen finns ännu bevarade.

## Gravminnen
Med tanke på de många säterierna i socknen har kyrkan få gravminnen. Endast ett huvudbanér finns i kyrkan, ett tillhörigt någon ur ätten Bagghufvud som ägde Pungsund. Inskriftstavlan har dock försvunnit och det går inte längre att se vem den tillhört. I socknens hembygdsmuseum i prästgården förvaras delar av ett huvudbanér som troligen tillhört någon ur ätten Stiernfelt. 
I kyrkans golv finns flera gravstenar. Söder om altarringen finns en järnhäll med inskriften "KPS MHD / 1664". Norr om altarringen finns en annan järnhäll med inskriften "VELBETRODE:/ARNATOR./PETER.FLOR/MAN SAMT./DYGDESAMA./MATRONA./BIETA:STNIEA:/", dessutom ett bibelspråk och årtalet 1710. Väster om altarringen finns en kalkstenshäll över överste Georg Günter Krail von Benenberg till Öckna och Mora död 1641 och hans hustru Christina von Masenbach, död 1657. I mittgången ligger en stor järnhäll under vilken är begraven tre barn till Herman tor Smede, dottern Gertrud död 1646 och sönerna Thomas och Petrus döda 1648.

## Kyrkklockor
Storklockan saknar inskrift, men har ett bomärke som är identiskt med ett på storklockan i Aspö kyrka och har troligen tillverkats av samma gjutare, den torde härröra från sent 1400-tal. Lillklockan skänktes ursprungligen 1728 till kyrkan från Jäderlunds säteri och omgöts 1775.

## Orgel
- 1767 skänkte majoren Gustaf Miles Fleetwood en orgel med 4 stämmor till kyrkan. Orgeln reparerades och sattes upp av Georg Rudolph Londicer, Strängnäs.[2]
- 1878 bygger E. A. Setterquist & Son, Örebro en orgel med 7 stämmor. Den byggdes ut 1938 av Åkerman & Lund, Stockholm till 15 stämmor.
- Den nuvarande orgeln är byggd 1970 av Magnus Fries, Sparreholm och är mekanisk.

| Manual I          | Manual II       | Pedal        | Koppel |
| Gedackt 8´        | Rörflöjt 8´     | Subbas 16´   | I/P    |
| Fugara 8´         | Spetsgedackt 4´ | Gemshorn 8´  | II/P   |
| Principal 4´      | Nasat 2 2/3'    | Pommer 4´    | II/I   |
| Flachflöjt 2´     | Principal 2'    | Nachthorn 2' |        |
| Mixtur III-IV     | Ters 1 3/5'     |              |        |
| Crescendosvällare | Scharf II       |              |        |
|                   | Skalmeja 8'     |              |        |